# Marion Rousse
Marion Rousse (Saint-Saulve, 1991. augusztus 17. –) francia kerékpárversenyző.
2012-ben megnyerte a női francia kerékpáros bajnokságot. 2015 októberében vonult vissza az aktív sportolástól. Dolgozott az Eurosport és France Télévisions szakértőjeként. 2019 óta a Provence-i körverseny szervezőhelyettese, 2021 óta pedig a Tour de France Femmes versenyigazgatója.
2014 és 2020 között Tony Gallopin kerékpáros felesége volt. 2021 óta Julian Alaphilippe párja, fiuk az év június 14-én született meg.